# Castillo de Spiez
El castillo de Spiez ( en alemán: Schloss Spiez ) es un castillo en el municipio de Spiez del cantón suizo de Berna. Es un sitio del patrimonio suizo de importancia nacional.

## Historia
Según Elogius Kiburger, autor de la Crónica de Strättligen, en el año 933 el rey de Borgoña, Rodolfo II, construyó el castillo. Poco después, el Freiherr von Strättligen se instaló en el castillo. En el siglo XII se construyeron partes de los actuales muros de contención del castillo y la torre principal, y en el siglo XIII ya existía la ciudad de Spiez fuera de los muros del castillo. En 1280, el castillo figuraba como feudo imperial bajo el mando de Advocatus Richard de Corbières. En 1289, el Freiherr von Strättligen era copropietario del castillo junto con una sucesión de otras familias nobles. En 1308 el rey Alberto I de Habsburgo fue asesinado en Windisch, por su sobrino el duque Juan el Parricida. Como parte de su represalia por el asesinato, los Habsburgo retiraron la mitad del feudo de Spiez a Thüring von Brandis y concedieron todo el feudo a Johannes von Strättligen. Treinta años más tarde, en 1338, Johannes vendió el castillo, la ciudad, la iglesia y los pueblos de los alrededores a Johann II von Bubenberg, que era el Schultheiss de Berna. En 1340, el Advocatus nombrado por Bubenberg recibía órdenes de Berna, pero estaba obligado a reunir tropas para los Habsburgo. Como Berna era independiente de facto de sus antiguos señores, los Habsburgo, esto creó una situación inestable que se mantuvo durante más de 40 años. Tras la victoria de Berna y la Confederación Suiza sobre los Habsburgo en la batalla de Sempach en 1386, los Habsburgo renunciaron a sus reclamaciones de tierras al oeste del Aare, que incluían Spiez.
El castillo y las tierras circundantes permanecieron en manos de la familia Bubenberg hasta su extinción en 1506, cuando fue adquirido por Ludwig von Diesbach. Von Diesbach lo mantuvo durante diez años antes de que Ludwig von Erlach adquiriera el castillo y las tierras. La familia von Erlach gobernó la ciudad y los pueblos hasta la invasión francesa de 1798. Tras la invasión y la creación de la República Helvética, los von Erlach perdieron sus derechos territoriales y la jurisdicción sobre el pueblo, pero conservaron la propiedad del castillo hasta 1875.
El antiguo castillo se amplió en varias etapas durante la Baja Edad Media, pero se sabe poco sobre las fechas concretas o lo que se cambió. En 1600 se ampliaron y renovaron el gran salón y los edificios del norte. En los siglos XVII y XVIII se construyó el "Castillo Nuevo" del sur, que fue ampliado y redecorado en estilo barroco tardío. El castillo estaba rodeado de jardines, viñedos y bosques. Después de 1875, el castillo pasó por varios propietarios hasta que una fundación compró el castillo y la iglesia asociada. En la actualidad, los jardines están abiertos al público y las salas del castillo se utilizan para conferencias, conciertos, exposiciones y otros eventos.

## Construcción
El enorme torreón cuadrado se construyó hacia el año 1200. Los muros inferiores tienen un grosor de unos 3 m, aunque se hacen más delgados en la parte superior. En la parte inferior mide 11,3 m × 11,2 m. La torre aumentó su altura varias veces a lo largo de los siglos siguientes antes de la fase final de construcción en 1600. En esta última fase, la torre se elevó y se coronó con un tejado a cuatro aguas que elevó su altura total a 39 metros. 
Originalmente, la torre del homenaje estaba rodeada por varios edificios de madera independientes. En los siglos siguientes, estos edificios se sustituyeron por una muralla de piedra y un anillo de dos fosos concéntricos. Junto a la torre del homenaje se construyó un pabellón que se abría hacia el oeste.
Hacia 1300 se añadió un ala de residencia al norte de la torre del homenaje. Probablemente era más baja en aquella época que en la actualidad y estaba conectada a la torre del homenaje por una galería de madera. Durante la segunda mitad del siglo XIII, debieron celebrarse varios torneos en los alrededores del castillo, ya que los caballeros visitantes grabaron grafitis en el yeso de la chimenea principal. En el siglo XIV se añadió un ala norte adicional al ala de la residencia.
Desde el siglo XV hasta el XVIII, el castillo fue renovado gradualmente hasta alcanzar su aspecto actual. Se amplió la galería y se añadió un piso más a la residencia. En el siglo XVI se añadió el Trüel en el lado noroeste de la torre del homenaje. Luego, en los siglos XVII y XVIII, se construyó el "Castillo Nuevo" barroco en el lado sur de la torre del homenaje.